# 에일리카 폰 올덴부르크
올덴부르크 공작부인 에일리카(Eilika Duchess of Oldenburg, 1972년 8월 22일 ~ )는 오스트리아-헝가리 제국의 왕위 계승 서열 3위인 게오르크 폰 합스부르크로트링겐과 결혼했다.